# Diaspasis filifolia
Diaspasis filifolia är en tvåhjärtbladig växtart som beskrevs av Robert Brown. Diaspasis filifolia ingår i släktet Diaspasis och familjen Goodeniaceae. Inga underarter finns listade i Catalogue of Life.